# アストンマーティン・ブルドッグ
アストンマーティン・ブルドッグは1979年にアストンマーティンから発表された2ドアクーペ。

## 概要
1979年に発表された2ドアのクーペで、当初は25台生産する計画があったもの、実際には試作車のみで市販されなかった。1970年代後半に開発され、車高が低いので当時としては先進的なリアビューモニタを備え、ガルウィングドアを備え、1979年末に実施されたテスト走行においては307km/hの最高速を達成した。製造されてから30年以上が経過して様々な変更が加えられ、車体の色は当初は銀色だったが、現在ではライトグリーンのツートンカラーに変更され、内装も張り替えられた。

### 外装
平面で構成され、5連の格納式ヘッドライトを備える。

### 内装
革張りで計器はデジタル表示で後方の視界を確保するためにリアビューモニタを備える。

### 機構
エンジンはツインターボV型8気筒ガソリンエンジン。当初は燃料噴射装置を備えていたものの、ウェーバー製の気化器に交換された。

## ギャラリー

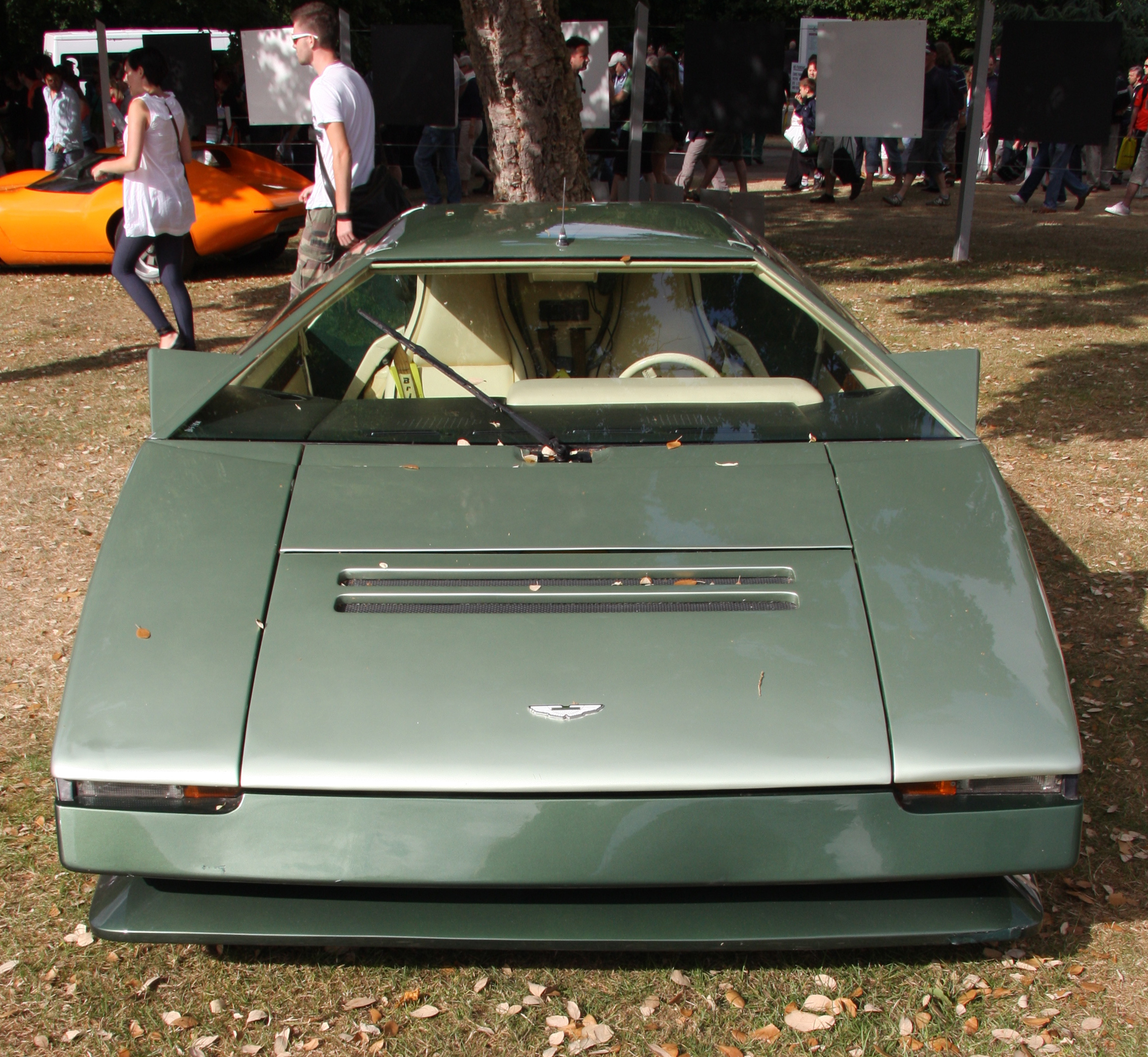
前から見たアストンマーティン・ブルドッグ
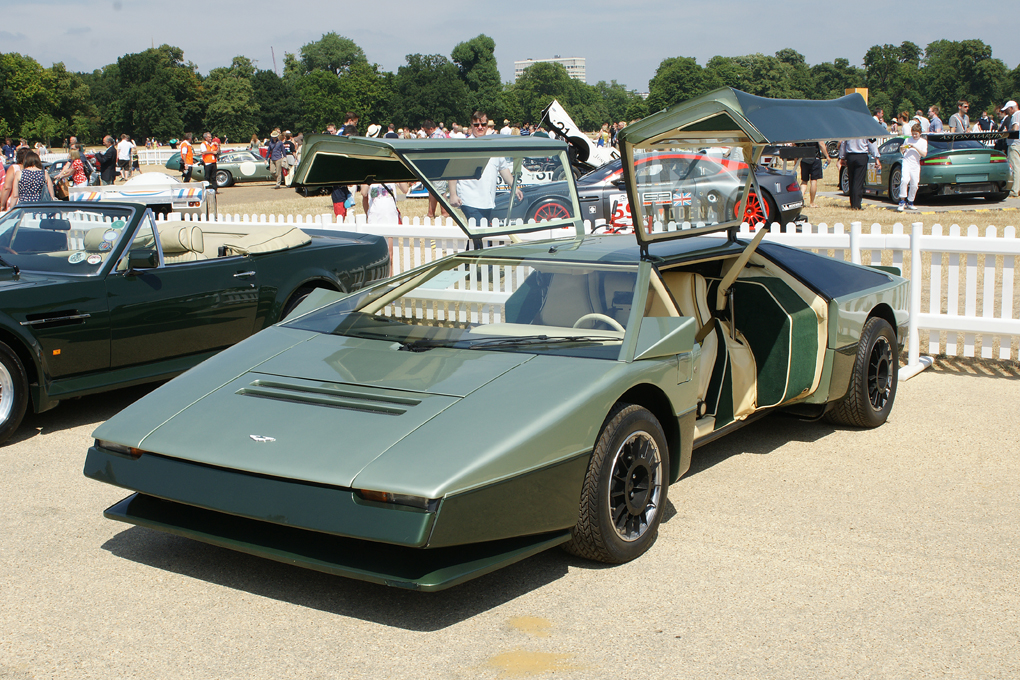
ドアを開けた状態